# العلاقات البيلاروسية الليبية
العلاقات البيلاروسية الليبية هي العلاقات الثنائية التي تجمع بين روسيا البيضاء وليبيا.

## مقارنة بين البلدين
هذه مقارنة عامة ومرجعية للدولتين:
| وجه المقارنة                                              | روسيا البيضاء                    | ليبيا                                       |
| --------------------------------------------------------- | -------------------------------- | ------------------------------------------- |
| المساحة (كم2)                                             | 207.60 ألف                       | 1.76 مليون                                  |
| عدد السكان (نسمة)                                         | 9.50 مليون                       | 6.37 مليون                                  |
| الكثافة السكانية (ن./كم²)                                 | 45.76                            | 3.62                                        |
| العاصمة                                                   | مينسك                            | طرابلس                                      |
| اللغة الرسمية                                             | اللغة البيلاروسية، اللغة الروسية | اللغة العربية، اللغة العربية الفصحى الحديثة |
| العملة                                                    | روبل بلاروسي                     | دينار ليبي                                  |
| الناتج المحلي الإجمالي (بليون دولار)                      | 54.44 مليار                      | 50.98 مليار                                 |
| الناتج المحلي الإجمالي (تعادل القوة الشرائية) بليون دولار | 168.35 مليار                     | 69.32 مليار                                 |
| الناتج المحلي الإجمالي الاسمي للفرد دولار أمريكي          | 5.74 ألف                         |                                             |
| الناتج المحلي الإجمالي للفرد دولار أمريكي                 | 18.18 ألف                        | 15.60 ألف                                   |
| مؤشر التنمية البشرية                                      | 0.798                            | 0.724                                       |
| رمز المكالمات الدولي                                      | +375                             | +218                                        |
| رمز الإنترنت                                              | .by، .бел                        | .ly                                         |
| المنطقة الزمنية                                           | ت ع م+03:00                      | ت ع م+02:00، توقيت شرق أوروبا               |

## منظمات دولية مشتركة
يشترك البلدان في عضوية مجموعة من المنظمات الدولية، منها:
| علم المنظمة | اسم المنظمة                        | تاريخ انضمام روسيا البيضاء | تاريخ انضمام ليبيا |
| ----------- | ---------------------------------- | -------------------------- | ------------------ |
|             | مؤسسة التمويل الدولية              | 2 نوفمبر 1992              | 18 سبتمبر 1958     |
|             | منظمة حظر الأسلحة الكيميائية       | ?                          | ?                  |
|             | الأمم المتحدة                      | 24 أكتوبر 1945             | 14 ديسمبر 1955     |
|             | الاتحاد الدولي للاتصالات           | 7 مايو 1947                | 3 فبراير 1953      |
|             | منظمة الشرطة الجنائية الدولية      | ?                          | ?                  |
|             | البنك الدولي للإنشاء والتعمير      | 10 يوليو 1992              | 17 سبتمبر 1958     |
|             | الاتحاد البريدي العالمي            | ?                          | ?                  |
|             | وكالة ضمان الاستثمار متعدد الأطراف | 3 ديسمبر 1992              | 5 أبريل 1993       |
|             | يونسكو                             | 12 مايو 1954               | 27 يونيو 1953      |

## وصلات خارجية
- موقع وزارة الخارجية البيلاروسية
- موقع وزارة الخارجية الليبية